# Great Portland Street (métro de Londres)
Pour l’article homonyme, voir Great Portland Street (rue).
Great Portland Street est une station des lignes : Circle line, Hammersmith & City line et Metropolitan line, du métro de Londres, en zone 1. Elle est située à Great Portland Street dans la Cité de Londres (City).
Son bâtiment est classé Grade II listed building.

## Histoire
Inaugurée le 10 janvier 1863, elle est l'une des plus anciennes stations londoniennes car faisant partie de la première ligne de métro du Metropolitan Railway qui fut mise en service entre Paddington et Farringdon. À l'époque, elle portait le nom de Portland Road et prit sa dénomination actuelle le 1er mars 1917.

## À proximité
- Great Portland Street (rue)
- Regent's Park
- Park Crescent
- BT Tower  (anciennement Post Office Tower).